# Batzella frutex
Batzella frutex är en svampdjursart som beskrevs av Gustavo Pulitzer-Finali 1982. Batzella frutex ingår i släktet Batzella och familjen Chondropsidae.
Artens utbredningsområde är havet kring Australien. Inga underarter finns listade i Catalogue of Life.